# Wilhelm Baseler
Wilhelm Philipp Baeseler (* 5. Juli 1831 in Oberneisen im Rhein-Lahn-Kreis; † 19. September 1914 in Michelbach) war ein deutscher Landwirt, Bürgermeister und Politiker (Deutsche Freisinnige Partei).

## Leben
Wilhelm Philipp Baseler wurde als Sohn des Landmanns Johann Wilhelm Baseler (1801–1852) und dessen Ehefrau Anna Elizabethe Müller (1806–1875) geboren und arbeitete zunächst auf dem Hof seines Schwiegervaters in Michelbach, den er nach dessen Tod im Jahre 1860 übernahm und bewirtschaftete. Er betätigte sich als Branntweinbrenner und wurde zu einem der am meisten begüterten Einwohner von Michelbach, dessen Gemeindevorsteher er von 1861 an war. Er war kommunalpolitisch engagiert, von 1868 bis 1873 Mitglied des Kreistages des Untertaunuskreises und hatte von 1868 bis 1873 und 1877 für Karl Körner ein Mandat für den nassauischen Kommunallandtag des preußischen Regierungsbezirks Wiesbaden. 
Von Oktober 1869 bis 1875 bekleidete er das Amt des Bürgermeisters von Michelbach.
Er war Mitglied der Deutschen Freisinnigen Partei und hatte von 1886 an als deren Vertreter einen Sitz im Preußischen Abgeordnetenhaus. 
Baseler hatte am 21. Juni 1857 in Michelbach Catharine Elisabeth Rücker (* 1830; † 1912, Tochter des Landmanns Johann Friedrich Rücker (1804–1860)) geheiratet.